# Източнокорейски планини
Източнокорейските планини (на корейски: 태백산맥; Тебексан) са планинска система в източната част на Корейския полуостров. Дължината им е повече от 600 km от север на юг, най-високата точка е 1915 m (връх Чирисан). Приблизителното разпределение на веригата в двете държави на полуострова е: Южна Корея – 76%, Северна Корея – 24%. Приблизителна площ – 129 886 km². Планинската система включва хребетите Тхебек (Тебексан, 1708 m) с планината Къмгансан (Диамантена планина, 1638 m) в северната част, Собек (вр. Чирасан 1915 m), най-високата точка на Южна Корея, Чхарьон (1577 m), Норьон, Кьонсан (1240 m). Най-мощният хребет в планините е Тхебек с дължина около 200 km и максимална височина връх Сораксан 1708 m. Изграден е предимно от гранити и гнайси. състои се от няколко паралелни вериги с тесни била и стръмни склонове на изток към Японско море. Разработват се находища на волфрамова руда в Южна Корея. Склоновете му са покрити със смесени гори и гъст подлес.
Планините са силно разчленени и прорязани от дълбоки клисури. Северната им част (Тхебек и др.) е разположена в рамките на Китайско-Корейската платформа и представлява сложна система от блокови хребети, изградени от древни кристалинни скали. Южната им част е изградена от мезозойски страуктури, съставени предимно от юрски и кредни варовици, шисти и пясъчници. Западните им склонове са полегати, а източнтит – стръмни. В източната крайбрежна част са създадени зони за отдих с изкуствено водохранилище. Климатът е мусонен, на север – умерен, а на юг – субтропичен. От планините извират двете най-важни за икономиката на Южна Корея реки – Ханган и Нактонган. Характерна е горската растителност, представена от широколистни гори на север и вечнозелени на юг. Над широколистния пояс се срещат иглолистни гори, съставени от бор, лиственица, смърч.

## Други
В планината могат да се провеждат екскурзии целогодишно и е важна част от религиозната и културна история на Корея.
Тук се намират няколко природни парка, както и историческият национален парк Гьонгджу.
Храмът Мангьеонса в Хиолдон, провинция Гангон-до, с надморска височина 1460 m, е построен за статуята на Бодхисатва Мъдрия. Издигнат е от Джаджанг, монах от времето на династията Сила. „Драконовият извор“ на входа на храма е известен като най-високоразположения извор в Корея.
През 2018 г. Зимните олимпийски игри се провеждат в град Пьонгчанг, разположен в планините.
Тебек е също и името на вид poomsae (вид корейска форма в бойните изкуства, основно в таекуондото). Тебек се практикува главно в Южна Корея.
В планината се намира и Музеят на въглищата, който показва историята на корейската въгледобивна промишленост чрез добре организирани изложби (дълго време въглищата са били единствения енергиен източник на страната и районът е бил основен за добива им).
Други интересни дестинации в планините са Чеонджедан – място, където се провежда церемония за реколтата от стотици години, и Геомионгсо, извора на река Хан. Освен това има разнообразни и многобройни природни гледки, включително най-големия хабитат на диви цветя в страната (връх Гьомдебон в планината Даедеоксан), хабитатите около връх Джангунбон и долината Баекчеон.